# 高根遺跡

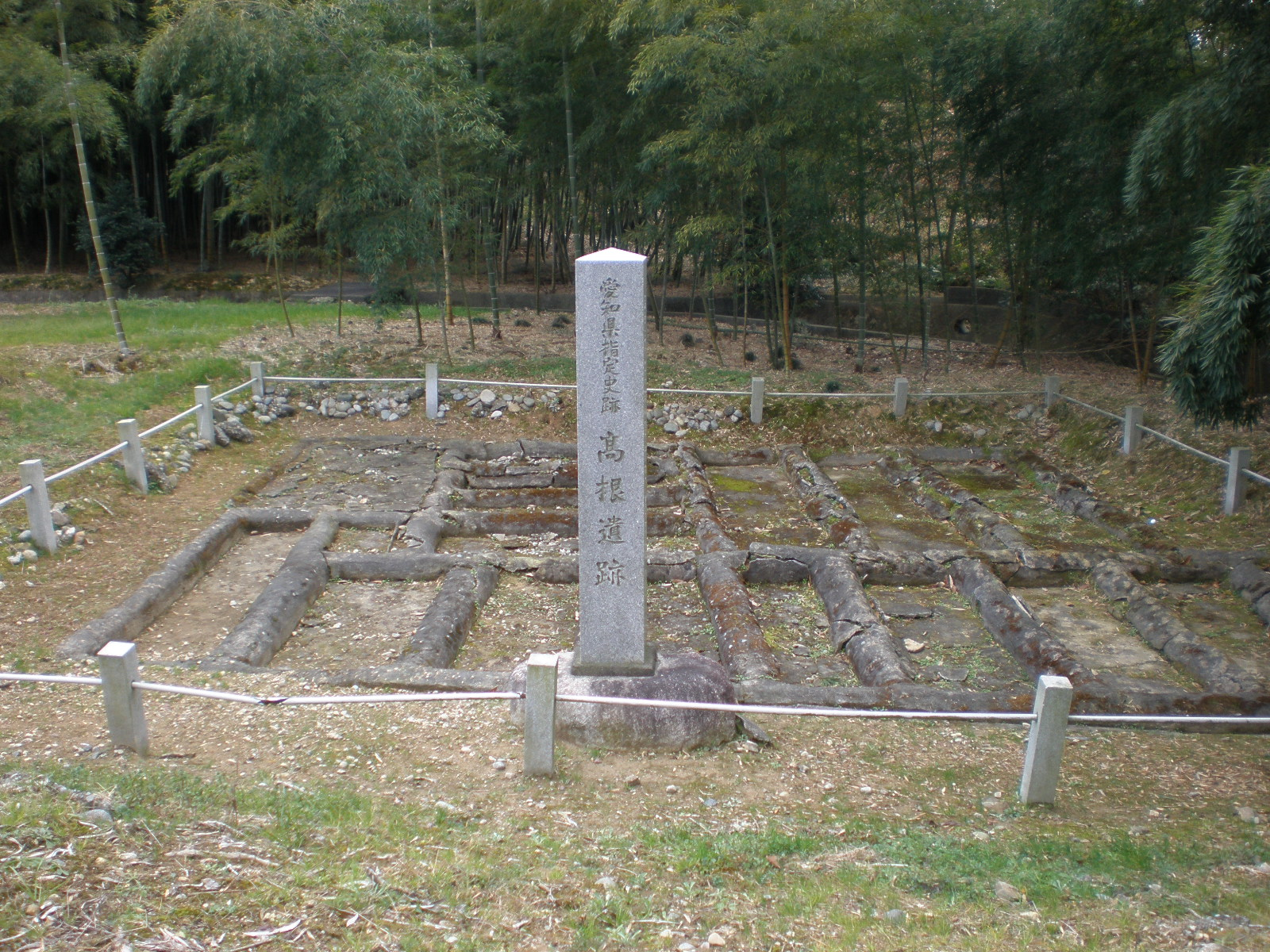
高根遺跡

高根遺跡（たかねいせき）は、愛知県小牧市東部の丘陵地帯に位置する遺跡。
座標: 北緯35.0度17.0分31.5秒 東経136.0度58.0分18.0秒 / 北緯35.292083度 東経136.971667度

## 概要
周辺に尾北窯に属する篠岡古窯跡群がある事から、これに関係した作業場ではないかと考えられている。1956年（昭和31年）に愛知県の指定史跡に指定される。

## 歴史
- 1956年（昭和31年）3月7日 - 愛知県指定史跡に指定。

## 所在地
- 愛知県小牧市高根1丁目331番地

## 交通手段
- こまき巡回バスの「高根」停留所下車、徒歩で約3分。
- 名鉄バス：春日井・桃花台線の「高根」停留所下車、徒歩で約5分。

## 周辺
- 一鍬（いっしゅう）ゴルフクラブ - ゴルフ練習場
- ホウトク小牧本社工場
- 桃花台ニュータウン
- 篠岡古窯跡群
- 尾北古窯跡群